# Liste des lanceurs ayant retiré trois frappeurs sur neuf prises
Dans les Ligues majeures de baseball, un lanceur réussit une manche immaculée lorsqu'il retire sur des prises trois frappeurs consécutifs dans une même manche en n'effectuant que neuf lancers, uniquement des prises. 
Sandy Koufax est le seul lanceur à avoir réussi trois manches immaculées. Lefty Grove, Nolan Ryan et Randy Johnson ont accompli l'exploit en deux occasions chacun. Ryan, en 1968 avec les Mets de New York de la Ligue nationale et en 1972 pour les Angels de la Californie, est le seul lanceur à l'avoir réussi dans les deux ligues majeures. Sloppy Thurston en 1923, Ryan en 1968 et Wade Miley en 2012 sont les seuls joueurs recrues à l'avoir réussi. La performance a été réalisée seulement deux fois en manches supplémentaires : la 12e manche pour Thurston en 1923 et la 10e pour Juan Pérez en 2011. Danny Jackson a lancé la seule manche immaculée en éliminatoires pour les Royals de Kansas City en Série mondiale 1985. Le record de manches immaculées en une saison est de 8 durant la saison 2017.
| Date              | Lanceur            | Équipe                    | Manche | Adversaire                | Frappeurs retirés                                |
| ----------------- | ------------------ | ------------------------- | ------ | ------------------------- | ------------------------------------------------ |
| 4 juin 1889       | John Clarkson      | Beaneaters de Boston      | 3e     | Quakers de Philadelphie   | Jim Fogarty Sam Thompson Sid Farrar              |
| 1er juillet 1902  | Rube Waddell       | Athletics de Philadelphie | 3e     | Orioles de Baltimore      | Billy Gilbert Harry Howell John Cronin           |
| 5 octobre 1914    | Pat Ragan          | Dodgers de Brooklyn       | 8e     | Braves de Boston          | Posseum Whitted Butch Schmidt Red Smith          |
| 8 septembre 1921  | Joe Oeschger       | Braves de Boston          | 4e     | Phillies de Philadelphie  | Bevo LeBourveau Cy Williams Ed Konetchy          |
| 22 août 1923      | Sloppy Thurston    | White Sox de Chicago      | 12e    | Athletics de Philadelphie | Beauty McGowan Chick Galloway Sammy Hale         |
| 24 septembre 1924 | Dazzy Vance        | Dodgers de Brooklyn       | 2e     | Cubs de Chicago           | Sam Bohne Bubbles Hargrave Eppa Rixey            |
| 23 août 1928      | Lefty Grove        | Athletics de Philadelphie | 2e     | Indians de Cleveland      | Eddie Morgan Luther Harvel Martin Autry          |
| 27 septembre 1928 | Lefty Grove (2)    | Athletics de Philadelphie | 7e     | White Sox de Chicago      | Moe Berg Tommy Thomas Johnny Mostil              |
| 7 septembre 1953  | Billy Hoeft        | Tigers de Detroit         | 7e     | White Sox de Chicago      | Jim Rivera Mike Fornieles Chico Carrasquel       |
| 2 août 1959       | Jim Bunning        | Tigers de Detroit         | 9e     | Red Sox de Boston         | Sammy White Jim Mahoney Ike Delock               |
| 30 juin 1962      | Sandy Koufax       | Dodgers de Los Angeles    | 1e     | Mets de New York          | Richie Ashburn Rod Kanehl Félix Mantilla         |
| 18 avril 1964     | Sandy Koufax (2)   | Dodgers de Los Angeles    | 3e     | Reds de Cincinnati        | Leo Cardenas Johnny Edwards Jim Maloney          |
| 19 avril 1964     | Bob Bruce          | Colt .45s de Houston      | 8e     | Cardinals de Saint-Louis  | Bill White Charlie James Ken Boyer               |
| 11 août 1967      | Al Downing         | Yankees de New York       | 2e     | Indians de Cleveland      | Tony Horton Don Demeter Duke Sims                |
| 19 avril 1968     | Nolan Ryan         | Mets de New York          | 3e     | Dodgers de Los Angeles    | Claude Osteen Wes Parker Zoilo Versalles         |
| 12 mai 1969       | Bob Gibson         | Cardinals de Saint-Louis  | 7e     | Dodgers de Los Angeles    | Len Gabrielson Paul Popovich John Miller         |
| 24 septembre 1971 | Milt Pappas        | Cubs de Chicago           | 4e     | Phillies de Philadelphie  | Greg Luzinski Don Money Mike Anderson            |
| 9 juillet 1972    | Nolan Ryan (2)     | Angels de la Californie   | 2e     | Red Sox de Boston         | Carlton Fisk Bob Burda Juan Beniquez             |
| 8 septembre 1977  | Bruce Sutter       | Cubs de Chicago           | 9e     | Expos de Montréal         | Ellis Valentine Gary Carter Larry Parrish        |
| 7 août 1984       | Ron Guidry         | Yankees de New York       | 9e     | White Sox de Chicago      | Carlton Fisk Tom Paciorek Greg Luzinski          |
| 24 octobre 1985   | Danny Jackson      | Royals de Kansas City     | 7e     | Cardinals de Saint-Louis  | Terry Pendleton Tom Nieto Brian Harper           |
| 7 septembre 1987  | Jeff Robinson      | Pirates de Pittsburgh     | 8e     | Cubs de Chicago           | Leon Durham Andre Dawson Rafael Palmeiro         |
| 4 juin 1989       | Rob Dibble         | Reds de Cincinnati        | 8e     | Padres de San Diego       | Carmelo Martinez Mark Parent Gary Templeton      |
| 29 avril 1990     | Jeff Montgomery    | Royals de Kansas City     | 8e     | Rangers du Texas          | Pete Incaviglia Geno Petralli Thad Bosley        |
| 15 juin 1991      | Andy Ashby         | Phillies de Philadelphie  | 4e     | Reds de Cincinnati        | Hal Morris Todd Benzinger Jeff Reed              |
| 30 août 1991      | David Cone         | Mets de New York          | 5e     | Reds de Cincinnati        | Herm Winningham Randy Myers Mariano Duncan       |
| 6 septembre 1991  | Pete Harnisch      | Astros de Houston         | 7e     | Phillies de Philadelphie  | Wes Chamberlain Dickie Thon José DeJesús (en)    |
| 7 juin 1992       | Trevor Wilson      | Giants de San Francisco   | 9e     | Astros de Houston         | Jeff Bagwell Eric Anthony Rafael Ramirez         |
| 11 mai 1994       | Mel Rojas          | Expos de Montréal         | 9e     | Mets de New York          | David Segui Todd Hundley Jeff McKnight           |
| 22 août 1997      | Mike Magnante      | Astros de Houston         | 9e     | Rockies du Colorado       | Ellis Burks Harvey Pulliam Jeff Reed             |
| 23 août 2001      | Randy Johnson      | Diamondbacks de l'Arizona | 6e     | Pirates de Pittsburgh     | Tony McKnight Gary Matthews, Jr. Jack Wilson     |
| 13 avril 2002     | Jason Isringhausen | Cardinals de Saint-Louis  | 9e     | Astros de Houston         | Daryle Ward José Vizcaíno Julio Lugo             |
| 11 mai 2002       | Byung-Hyun Kim     | Diamondbacks de l'Arizona | 8e     | Phillies de Philadelphie  | Scott Rolen Mike Lieberthal Pat Burrell          |
| 18 mai 2002       | Pedro Martinez     | Red Sox de Boston         | 1er    | Mariners de Seattle       | Ichiro Suzuki Mark McLemore Ruben Sierra         |
| 12 juin 2002      | Brian Lawrence     | Padres de San Diego       | 3e     | Orioles de Baltimore      | Brook Fordyce Jerry Hairston, Jr. Melvin Mora    |
| 15 avril 2004     | Brandon Backe      | Astros de Houston         | 8e     | Brewers de Milwaukee      | Bill Hall Scott Podsednik Craig Counsell         |
| 13 juin 2004      | Ben Sheets         | Brewers de Milwaukee      | 3e     | Astros de Houston         | Pete Munro Craig Biggio José Vizcaíno            |
| 11 septembre 2004 | LaTroy Hawkins     | Cubs de Chicago           | 9e     | Marlins de la Floride     | Jeff Conine Juan Encarnacion Álex González       |
| 20 juin 2006      | Rick Helling       | Brewers de Milwaukee      | 1er    | Tigers de Detroit         | Curtis Granderson Plácido Polanco Iván Rodríguez |
| 6 juin 2007       | Buddy Carlyle      | Braves d'Atlanta          | 4e     | Padres de San Diego       | Khalil Greene Russell Branyan José Cruz, Jr.     |
| 8 juin 2008       | Rich Harden        | Athletics d'Oakland       | 1er    | Angels de Los Angeles     | Maicer Izturis Howie Kendrick Garret Anderson    |
| 17 juin 2008      | Félix Hernández    | Mariners de Seattle       | 4e     | Marlins de la Floride     | Jeremy Hermida Jorge Cantú Mike Jacobs           |
| 20 juin 2009      | A. J. Burnett      | Yankees de New York       | 3e     | Marlins de la Floride     | Josh Johnson Chris Coghlan Emilio Bonifacio      |
| 5 septembre 2009  | Ross Ohlendorf     | Pirates de Pittsburgh     | 7e     | Cardinals de Saint-Louis  | Khalil Greene Julio Lugo Jason LaRue             |
| 23 août 2010      | Rafael Soriano     | Rays de Tampa Bay         | 9e     | Angels de Los Angeles     | Erick Aybar Mike Napoli Peter Bourjos            |
| 6 mai 2011        | Jordan Zimmermann  | Nationals de Washington   | 2e     | Marlins de la Floride     | Mike Stanton Greg Dobbs John Buck                |
| 8 juillet 2011    | Juan Pérez         | Phillies de Philadelphie  | 10e    | Braves d'Atlanta          | Jason Heyward Nate McLouth Wilkin Ramírez        |
| 16 août 2012      | Clay Buchholz      | Red Sox de Boston         | 6e     | Orioles de Baltimore      | Adam Jones Matt Wieters Chris Davis              |
| 1er octobre 2012  | Wade Miley         | Diamondbacks de l'Arizona | 3e     | Rockies du Colorado       | Jonathan Herrera Drew Pomeranz Josh Rutledge     |
| 29 mai 2013       | Iván Nova          | Yankees de New York       | 8e     | Mets de New York          | Ike Davis Mike Baxter Rubén Tejada               |
| 30 juillet 2013   | Steve Delabar      | Blue Jays de Toronto      | 8e     | Athletics d'Oakland       | Adam Rosales Coco Crisp Chris Young              |
| 8 mai 2014        | Brad Boxberger     | Rays de Tampa Bay         | 6e     | Orioles de Baltimore      | Steve Pearce Jonathan Schoop Caleb Joseph        |
| 17 mai 2014       | Cole Hamels        | Phillies de Philadelphie  | 3e     | Reds de Cincinnati        | Zack Cozart Brandon Phillips Todd Frazier        |
| 2 juin 2014       | Justin Masterson   | Indians de Cleveland      | 4e     | Red Sox de Boston         | Jonny Gomes Grady Sizemore Stephen Drew          |
| 4 juin 2014       | Garrett Richards   | Angels de Los Angeles     | 2e     | Astros de Houston         | Jon Singleton Matt Dominguez Chris Carter        |
| 14 juin 2014      | Rex Brothers       | Rockies du Colorado       | 8e     | Giants de San Francisco   | Michael Morse Brandon Crawford Gregor Blanco     |
| 11 juillet 2014   | Carlos Contreras   | Reds de Cincinnati        | 7e     | Pirates de Pittsburgh     | Jordy Mercer Jeff Locke Gregory Polanco          |
| 17 septembre 2014 | Brandon McCarthy   | Yankees de New York       | 7e     | Rays de Tampa Bay         | Wil Myers Nick Franklin Matt Joyce               |
| 7 mai 2015        | Mike Fiers         | Brewers de Milwaukee      | 4e     | Dodgers de Los Angeles    | Enrique Hernández Carlos Frías Joc Pederson      |
| 17 mai 2015       | Santiago Casilla   | Giants de San Francisco   | 9e     | Reds de Cincinnati        | Marlon Byrd Brandon Phillips Jay Bruce           |
| 4 juillet 2016    | Juan Nicasio       | Pirates de Pittsburgh     | 8e     | Cardinals de Saint-Louis  | Stephen Piscotty Jhonny Peralta Yadier Molina    |
| 18 avril 2017     | Drew Storen        | Reds de Cincinnati        | 9e     | Orioles de Baltimore      | Jonathan Schoop J. J. Hardy Kim Hyun-soo         |
| 11 mai 2017       | Craig Kimbrel      | Red Sox de Boston         | 9e     | Brewers de Milwaukee      | Hernán Pérez Travis Shaw Domingo Santana         |
| 14 mai 2017       | Max Scherzer       | Nationals de Washington   | 5e     | Phillies de Philadelphie  | César Hernández Odubel Herrera Aaron Altherr     |
| 18 mai 2017       | Kenley Jansen      | Dodgers de Los Angeles    | 9e     | Marlins de Miami          | Derek Dietrich J. T. Riddle Ichiro Suzuki        |
| 7 juillet 2017    | Carlos Carrasco    | Indians de Cleveland      | 5e     | Tigers de Détroit         | Nicholas Castellanos Mikie Mahtook José Iglesias |
| 2 août 2017       | Dellin Betances    | Yankees de New York       | 8e     | Tigers de Détroit         | Jim Adduci Justin Upton Miguel Cabrera           |
| 4 août 2017       | José Alvarado      | Rays de Tampa Bay         | 9e     | Brewers de Milwaukee      | Travis Shaw Jesús Aguilar Hernán Pérez           |
| 9 août 2017       | Rick Porcello      | Red Sox de Boston         | 5e     | Rays de Tampa Bay         | Trevor Plouffe Wilson Ramos Mallex Smith         |